# Історія Нью-Йорка
Стаття Історія Нью-Йорка подає огляд історії міста Нью-Йорка, що у штаті Нью-Йорк, США.
| Місто Нью-Йорк Населення                                    | Місто Нью-Йорк Населення |
| ----------------------------------------------------------- | ------------------------ |
| 1790                                                        | 33,131                   |
| 1800                                                        | 60,515                   |
| 1810                                                        | 96,373                   |
| 1820                                                        | 123,706                  |
| 1830                                                        | 202,589                  |
| 1840                                                        | 312,710                  |
| 1850                                                        | 515,547                  |
| 1860                                                        | 813,669                  |
| 1870                                                        | 942,292                  |
| 1880                                                        | 1,206,299                |
| 1890                                                        | 1,515,301                |
| 1900                                                        | 3,437,202                |
| 1910                                                        | 4,766,883                |
| 1920                                                        | 5,620,048                |
| 1930                                                        | 6,930,446                |
| 1940                                                        | 7,454,995                |
| 1950                                                        | 7,891,957                |
| 1960                                                        | 7,781,984                |
| 1970                                                        | 7,894,862                |
| 1980                                                        | 7,071,639                |
| 1990                                                        | 7,322,564                |
| 2000                                                        | 8,008,278                |
| Населення місто Нью Йорк з округами перед 1898 консолідації |                          |
| 1790                                                        | 49,000                   |
| 1800                                                        | 79,200                   |
| 1830                                                        | 242,300                  |
| 1850                                                        | 696,100                  |
| 1880                                                        | 1,912,000                |

## Історія міста Нью-Йорк (до 1664)
До європейців на цій території були поселення корінних жителів індіанців — племен ленапе, алгонкінів та ірокезів. Італійський мореплавець Джованні да Верраццано, який назвав це місце Нувель Анґоулеемь (фр. Nouvelle-Angoulême), доплив до затоки Нью-Йорку 1524 році, але колонію не було засновано. Справжня історія міста починається з голландських пошуків швидкого шляху до Азії. Генрі Гудзон (англ. Henry Hudson), англієць на службі Голландської Ост-Індської компанії (англ. Dutch East India Company), який шукав вихід до Тихого океану, у 1609 році знову досяг затоки Нью-Йорку й проплив на північ по річці Гудзон до майбутнього міста Олбані, зокрема уздовж Манхеттена. З поверненням до Нідерландів були зроблені висновки Ост-Індійською компанією, що місце ідеально підходить для будівництва першої голландської колонії в Америці.
Перше європейське поселення з'явилося по південній стороні Мангеттену вже в 1613 р. У 1626 році поселення перейменували на Новий Амстердам (англ. New Amsterdam).
1643 року Новий Амстердам під керівництвом Віллема Кіефта (англ. Willem Kieft) почав війну проти американських індіанців. Під час Павонійської різні (англ. Pavonia Massacre) було вбито 80 корінних жителів. 29 січня 1645 р. війна Кіефта (англ. Kieft's War) закінчилася перемогою колонізаторів.
27 травня 1647 р. Пітер Стаувесант став головою Нового Амстердаму. Колонія отримала власне самоврядування 1652 року та сформувалася як місто у 1653. 1664 року англійці завойовували Новий Амстердам і перейменували край на Нью-Йорк на честь короля Англії — Джеймса II (англ. James II of England або Duke of York and Albany).
У 1673 Голландія знов здобула місто і назвала його Новий Оранж (англ. New Orange).

## Велика БританіятаАмериканська Революція(1665—1783)
Яків II Король Англії, приблизно у 1680 році наказав форматувати королівські колонії у Нью-Йорк, Нью-Джерсі, і Домініон Нової Англії. Місто Нью-Йорк було столицею. Повстання під керівництвом Джайкопом Лейслером назвали Повстання Лейслери у Ловер Нью-Йорк з 1689 до 1691 рр.. У 1691 році Басиль III Король Англії послав вояків закінчити повстання.
Георгій II Король Англії заснував Колумбійський університет в Мангеттені у 1754 році як Королівський Коледж. В 1784 році, після Американської революції оригінальна назва «Королівський Коледж» була змінена на Колумбійський Коледж, у патріотичному дусі того часу.
Під час Американської Війни за Незалежність (1775—1783) декілька боїв сталося в місті Нью-Йорк, найбільшим з них під час війни назвали Бій Лонґ Іланда. Велика Британія стримувала місто Нью-Йорк майже протягом всієї війни. 25 листопада 1783 року Джордж Вашингтон після війни повернув місто Нью-Йорк.

## Федеральний та ранній американський період (1784—1854)

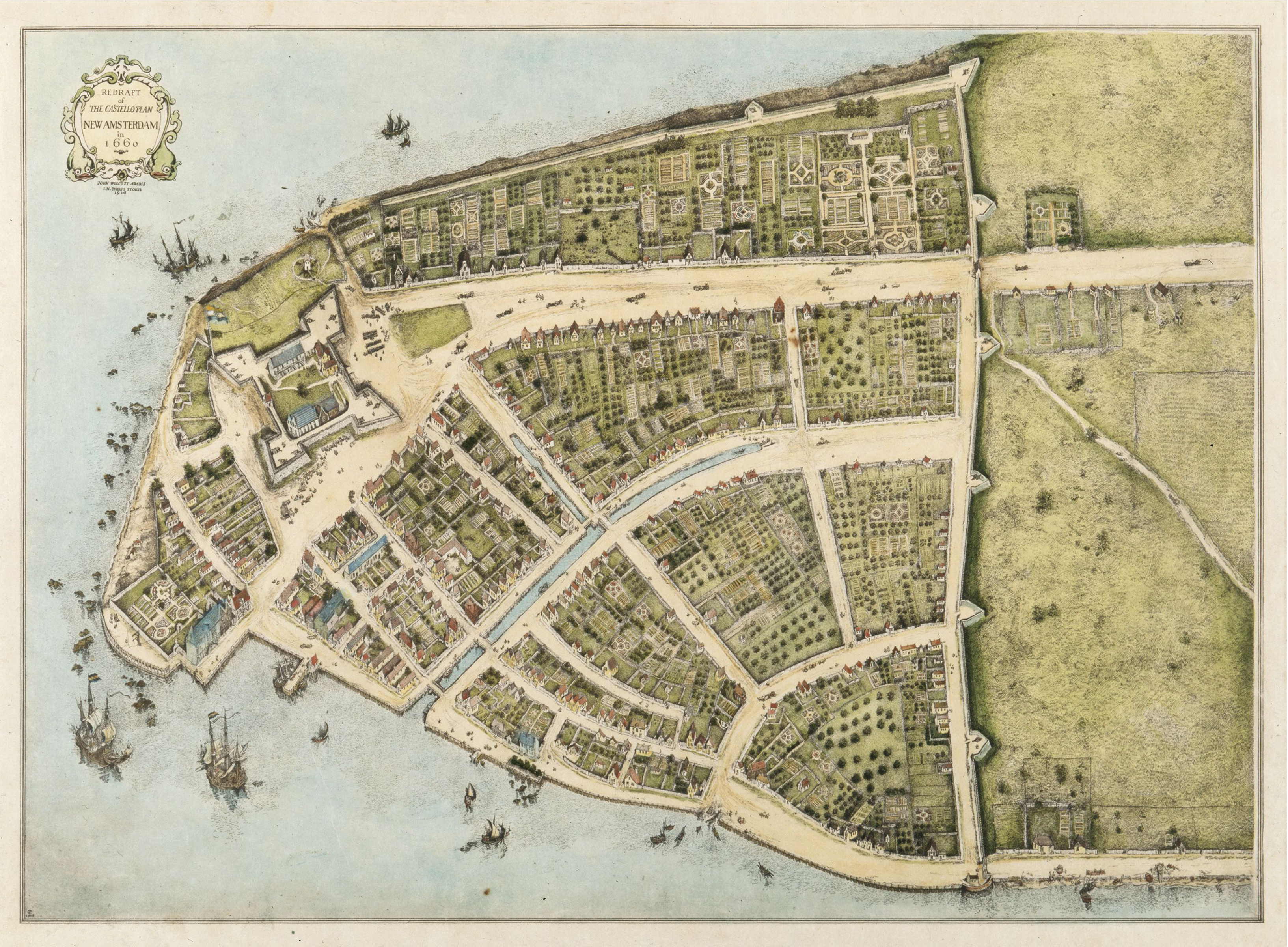
1660 р., Новий Амстердам

Місто Нью-Йорк стало першою столицею США 13 вересня 1788 року. 30 квітня 1789 року Джордж Вашингтон (перший президент США) був урочисто інавгурований у Федерал-холі на Волл-стріт, Мангеттен. У 1790 році столиця США переїхала до Філадельфії.
Нью-Йорк зростав як економічний центр, завдяки політиці Александера Гамільтона (він був першим Державним секретарем скарбниці) та відкриттю каналу Ері у 1788 році.
Після Американської війни за Незалежність декілька тисяч людей переїхали із Нової Англії до Нью-Йорка. У 1820 році населення міста на 95 % складалося з уродженців Америки. В 1800–1840 роках сила та фінансове забезпечення Нью-Йорку зростали.
Імміграція з Ірландії 1840–1850 років почалася з економічних причин. Великий голод в Ірландії змусив мільйони людей переїхати до Нью-Йорка.